# Almacelles
Almacelles è un comune spagnolo di 5 623 abitanti situato nella comunità autonoma della Catalogna.